# 52. nordlige breddekreds
Den 52. nordlige breddekreds (eller 52 grader nordlig bredde) er en breddekreds, der ligger 52 grader nord for ækvator. Den løber gennem Europa, Asien, Stillehavet, Nordamerika og Atlanterhavet.